# Lanxangia paratsao-ko
Lanxangia paratsao-ko là một loài thực vật có hoa trong họ Gừng. Loài này được Shao Quan Tong và Yong Mei Xia mô tả khoa học đầu tiên năm 1988 dưới danh pháp Amomum paratsao-ko. Năm 2018, Mark Fleming Newman và Jana Leong-Škorničková chuyển nó sang chi mới thiết lập là Lanxangia.

## Tên gọi
Tên gọi tiếng Trung 拟草果 (ni cao guo, nghĩ thảo quả, nghĩa đen là tựa như/phỏng theo thảo quả).

## Phân bố và môi trường sống
Loài này được tìm thấy tại các tỉnh và khu tự trị là Quảng Tây, Quý Châu, Vân Nam của Trung Quốc.
Môi trường sống là rừng, ở cao độ đến 1.600 m.

## Mô tả
Cây cao 1,5–3 m. Lá không cuống; bẹ lá màu xanh lục, có sọc dọc rõ nét; lưỡi bẹ màu ánh nâu, nguyên, dài 2,5–3 cm, dạng màng, nhẵn nhụi; phiến lá màu xanh lục mặt gần trục, màu xanh lục nhạt mặt xa trục, hình thuôn dài hẹp-mũi mác hoặc hình elip-mũi mác hẹp, 40-85 × 13–18 cm, nhẵn nhụi, đáy hình nêm hoặc thon nhỏ dần, đỉnh nhọn. Cành hoa 1 hoặc 2, hình đầu hoặc hình trứng-hình cầu, 4,5-6,5(-10) × 5–6 cm; cuống 2–4 cm, các bẹ hình vảy giống như da, nhẵn nhụi; lá bắc hình trứng hoặc hình elip, 4,5-6 × 5-5,5 cm, đỉnh tròn; lá bắc con màu trắng, hình ống, 3-3,2 cm, dạng màng, nhẵn nhụi, đỉnh 2 răng. Đài hoa màu trắng, hình chùy, 4-4,5 cm, dạng màng, nhẵn nhụi, đỉnh 3 răng. Tràng hoa màu trắng, nhẵn nhụi; ống tràng 3-3,5 cm; các thùy hình mác, gần đều, thùy trung tâm 2,5-3,3 × 0,9-1,1 cm, đỉnh không có mấu nhọn. Không có nhị lép ở bên. Cánh giữa môi dưới màu trắng, có nhiều đốm đỏ ở trung tâm, với các gân màu đỏ tỏa tia ở mép, hình elip hẹp, 3,2-4 × 2-2,3 cm, mép quăn. Nhị màu trắng; chỉ nhị khoảng 1 cm; bao phấn thẳng, khoảng 1,4 cm; phần phụ liên kết nguyên. Bầu nhụy màu trắng, nhẵn nhụi. Vòi nhụy trắng, thẳng, có lông tơ; đầu nhụy màu lục nhạt, có lông rung. Quả nang gần giống hình cầu. Ra hoa tháng 5.